# François-Xavier Bossé
Pour les articles homonymes, voir Bossé.
François-Xavier Bossé, né le 6 septembre 1838 à Sainte-Anne-de-la-Pocatière et mort le 28 juillet 1912 à Val-Brillant, était un homme d'Église catholique canadien. Il fut le premier préfet apostolique du Golfe Saint-Laurent, de nos jours, le diocèse de Baie-Comeau, fonction qu'il occupa de 1882 à 1892,,.

## Biographie
François-Xavier Bossé est né le 6 septembre 1838 à Sainte-Anne-de-la-Pocatière au Québec. Le 4 octobre 1863, il a été ordonné prêtre.
Le 15 juin 1882, il a été nommé comme premier préfet de la préfecture apostolique du Golfe Saint-Laurent qui venait d'être érigée, de nos jours, le diocèse de Baie-Comeau. Il est décédé le 28 juillet 1912, et inhumé le 1er août 1912 à Val-Brillant.